# یوتاکا تاکاهاشی
یوتاکا تاکاهاشی (انگلیسی: Yutaka Takahashi؛ زادهٔ ۲۹ سپتامبر ۱۹۸۰) بازیکن فوتبال اهل ژاپن است.
از باشگاه‌هایی که در آن بازی کرده‌است می‌توان به باشگاه فوتبال سانفریس هیروشیما، باشگاه فوتبال آویسپا فوکوئوکا، و باشگاه فوتبال جف یونایتد ایچیهارا چیبا اشاره کرد.